# Le passager de la pluie (romanzo)
Le passager de la pluie è un romanzo giallo dello scrittore francese Sébastien Japrisot, trasposizione della sceneggiatura del film L'uomo venuto dalla pioggia, regia di René Clément, della quale è autore lo stesso Japrisot.

## Trama
- Martedì, ore 17:00

Cap-des-Pins, costa francese del Mediterraneo tra Tolone e Saint-Tropez; è un piovoso pomeriggio d'autunno, al termine della stagione turistica balneare. Con la corriera da Marsiglia arriva un uomo in impermeabile che come unico bagaglio ha con sé la borsa di una compagnia aerea.
La trentenne Mellie si trova nel negozio d'abbigliamento dell'amica Nicole per acquistare un vestito: domani è invitata a un matrimonio. Mentre si spoglia davanti allo specchio si accorge che l'uomo sceso dall'autobus la spia dalla vetrina della boutique.
Tornata a casa sotto la pioggia, Mellie si fa la doccia perché stasera suo marito Tony, pilota d'aviazione, torna a casa. Improvvisamente viene aggredita dall'uomo arrivato da Marsiglia, che le lega le mani dietro la schiena e la violenta fino a farle perdere i sensi. Mellie riprende conoscenza e chiama la polizia, ma si vergogna a confessare lo stupro subito; decide anzi di cancellare ogni traccia della violenza, ma un rumore proveniente dallo scantinato la mette in guardia: l'uomo è ancora nascosto in casa. Mellie raccoglie tutto il proprio coraggio, prende il fucile del marito e lo affronta, assicurandogli che se va via non farà denuncia; ma l'uomo la minaccia e lei gli spara, freddandolo.
Ancora intenzionata a nascondere ogni traccia della violenza subita, Mellie carica a fatica il cadavere nella propria auto e si avvia verso il mare; viene fermata a un posto di blocco della polizia, che sta cercando un maniaco evaso da un manicomio. Mellie conosce l'ispettore Toussaint, che gioca a carte con il marito, gli agenti la lasciano passare senza guardare nel baule. Lei getta il corpo in mare e torna a notte tardaa casa, dove trova il marito infuriato perché non riesce a dargli una spiegazione.
- Mercoledì, mezzogiorno

Mellie si reca al matrimonio insieme al marito, indossando il vestito nuovo. Durante il ricevimento viene affrontata da un americano di nome Dobbs, che le chiede a bruciapelo Perché l'ha ucciso? Mellie riesce a trattenere la sorpresa e nega. Dobbs sta cercando un criminale, ma nega di essere un poliziotto.
- Giovedì, 10 e 30

La polizia rinviene in mare il cadavere di un pregiudicato di nome Bruno Sacchi. Dobbs aspetta Mellie nel bowling gestito dalla madre, chiuso per la stagione; l'americano allude al fatto che lei sappia qualcosa sulla morte dell'uomo che è venuto a cercare: sa che è arrivato a Cap-des Pins con la corriera da Marsiglia, e da Nicole, la proprietaria della boutique, sa che ha spiato Mellie nel camerino di prova. Dobbs non se ne andrà senza una cosa che il morto portava con sé. Improvvisamente Mellie ricorda la borsa della compagnia aerea che il bruto teneva in mano mentre la guardava dalla vetrina. Si reca al deposito bagagli della stazione ferroviaria, ma Dobbs ha seguito lo stesso ragionamento perché la sorprende sul fatto. La borsa contiene una foto di Tony.
Dobbs vuole fare confessare a Mellie che ha il ricercato ucciso per autodifesa, lei resiste. Tra i due è in atto un braccio di ferro, uno scontro di volontà, e non è detto che il più forte sia l'americano. Dobbs allude alla possibilità che suo marito sia coinvolto in un'attività di contrabbando; Tony riporta dai suoi viaggi dischi di musica per Nicole, Mellie sospetta che questo ansconda un'attività illecita. Seguita da Dobbs, si reca al negozio per chiedere a Nicle quale traffico abbia in piedi con suo marito; l'amica fraintende la domanda, e ammette di essere andata a letto con Tony.
Il mondo di certezze di Mellie si sgretola. Cercando di salvare almeno il proprio matrimonio, consegna a Dobbs tutti i risparmi che possiede perché dimentichi il coinvolgimento di Tony nell'affare illecito; l'americano rifiuta sdegnato i soldi, vuole solo sapere la verità. Mellie però non può confessargli cosa è successo, anche se lui sospetta che lei abbia ucciso l'uomo dopo essere stata violentata. Nel tentativo di forzarla a confessare la fa ubriacare per abbassare la sua soglia di resistenza.
- Venerdì, ore 10

Mellie scopre nel baule dell'auto una seconda borsa, identica alla prima, che contiene migliaia di dollari fascettati in mazzette. Si rende conto che è stata lei a portare il pregiudicato a casa propria, nascosto nel baule, e capisce che la borsa trovata al deposito bagagli era un falso preparato da Dobbs. All'albergo dove lui ha preso alloggio, scopre che Dobbs è un alto ufficiale dell'esercito U.S.A.
La polizia arresta per l'omicidio di Bruno Sacchi una cameriera di nome Madeleine, che lavora in un ristorante di Parigi. Convinta che la donna stia per essere condannata per omicidio al posto suo, di nascosto da Dobbs che la tiene d'occhio, Mellie si reca nella capitale in aereo. Riesce a rintracciare la sorella di Madeleine, vuole convincerla a darsi da fare per dimostrare l'innocenza della sospettata; cade però in una trappola perché si ritrova in una casa d'appuntamenti, le due sorelle sono coinvolte in un'attività di prostituzione legata alla criminalità organizzata. Mellie viene sequestrata da tre malviventi che la interrogano senza tregua, con brutalità; vogliono scoprire il motivo per cui si interessa a Bruno Sacchi. Per sua fortuna, la sua partenza in aereo è stata riferita a Dobbs, che arriva a liberarla seguendo la stessa pista. Gli uomini sono costretti a lasciarla andare, ma non capiscono l'interesse per Sacchi, scomparso ormai da un anno.
- Sabato, ore 8

Dobbs riaccompagna Mellie a Cap-des-Pins prima del ritorno del marito. Dobbs in realtà non cerca Sacchi, morto un anno prima, bensì un americano di nome McGuffin evaso da un manicomio militare in Germania dopo avere svaligiato la cassa: si tratta di un maniaco seriale che ha già violentato tre donne. Dobbs ha escogitato una complessa trappola per scoprire se McGuffin abbia colpito a Cap-des Pins con le medesime modalità criminali, cioè introducendosi a casa di una donna sola sulla quale ha messo gli occhi in precedenza.
Il corpo di McGuffin viene finalmente trovato dai sommozzatori, tra le dita contratte il cadavere stringe ancora un bottone strappato durante lo stupro al vestito di Mellie. Dobbs ha compiuto la sua missione, ma non è riuscito a averla vinta sulla volontà della donna: non farà rapporto su ciò che è successo a casa sua, e Tony rimarrà ingenuamente all'oscuro di ciò che la moglie ha dovuto passare.

## Personaggi

### Protagonisti
- Mélancolie Mau, detta Mellie (protagonista).
- Harry Dobbs, ufficiale delle forze armate USA di stanza in Europa (antagonista).

### Altri personaggi
- Juliette, madre di Mellie, gestore di un bowling.
- Tony Mau, marito di Mellie, pilota d'aviazione civile di origine italiana.
- Toussaint, ispettore di polizia e amico di Tony.
- Nicole, proprietaria di una boutique d'abbigliamento, amica di Mellie e amante di Tony.
- Bruno Sacchi, pregiudicato.
- Madeleine, amante di Bruno Sacchi.
- McGuffin, ricoverato in un manicomio militare in Germania.

## Edizioni
- (FR) Sébastien Japrisot, Le passager de la pluie, Denoël, 2005,  p. 168, ISBN 9782070388967.